# 3847 Šindel
3847 Šindel eller 1982 DY1 är en asteroid i huvudbältet som upptäcktes den 16 februari 1982 av den tjeckiske astronomen Antonín Mrkos vid Kleť-observatoriet i Tjeckien. Den är uppkallad efter Jan Šindel.
Asteroiden har en diameter på ungefär 18 kilometer.